# Finanzbuchhaltung
Die Finanzbuchhaltung (Abkürzung im Fachjargon: Fibu) ist ein Teilbereich des betrieblichen Rechnungswesens, der alle Geschäftsvorfälle erfasst, die einen Zahlungsstrom auslösen.  

## Allgemeines
Dazu gehören auch Forderungen und Verbindlichkeiten, die bei Fälligkeit zu Bareinzahlungen/Barauszahlungen oder einer entsprechenden Veränderung des Zahlungsmittelbestands führen. Sie heißt deshalb auch pagatorische Buchhaltung. Die Finanzbuchhaltung ist von der Betriebsbuchhaltung (die auch kalkulatorische Kosten erfasst) organisatorisch abgetrennt; beide Bereiche ergeben die Gesamtbuchhaltung.

## Inhalte der Finanzbuchhaltung
Alle unternehmensbezogenen Vorgänge, die sich in Zahlenwerten ausdrücken lassen, werden hier mit den Methoden der Buchführung sachlich und zeitlich geordnet erfasst, auf Konten gebucht und dokumentiert. Am Ende einer Rechnungsperiode (Monat, Quartal, Jahr) werden die Konten abgeschlossen und eine Bilanz sowie eine Gewinn- und Verlustrechnung (GuV) erstellt, welche den Gewinn oder Verlust des Unternehmens gegenüber internen und externen Stellen nachweist. Die Finanzbuchhaltung ist für gewisse Unternehmensformen gesetzlich vorgeschrieben.
Die Buchhaltung eines Unternehmens muss transparent geführt und auf Verlangen der Steuerbehörden auch noch nach Jahren vorgelegt werden können. Dazu gibt es in unregelmäßigen Abständen Steuerprüfungen. Da die Erfassung und Auswertung der Daten heute per EDV erfolgt, erfolgen Kontrollen innerhalb der Programme und auch außerhalb durch Export der Buchungen und Import in Kontrollprogramme.
Im Gegensatz dazu dienen die Betriebsbuchführung und Kostenrechnung nur der innerbetrieblichen Abrechnung und sind nicht verpflichtend. Sie enthält eine Aufgliederung in Kostenstellen bzw. eine Kostenträgerrechnung.
In größeren Unternehmen ist eine Aufteilung der Buchhaltung in eine Debitoren-, Kreditoren-, Anlagen- und Finanzbuchhaltung üblich.

## Unterschiede zwischen Finanzbuchhaltung und Kosten- und Leistungsrechnung
|             | Finanzbuchhaltung | Kosten- und Leistungsrechnung |
| ----------- | --- | --- |
| Ziel        | Die Finanzbuchhaltung ermittelt das Gesamtergebnis der Unternehmung (Jahresüberschuss/Jahresfehlbetrag).                                                                      | In der Kosten- und Leistungsrechnung können Aussagen über die Wirtschaftlichkeit des Unternehmens gemacht werden.                                                                                                 |
| Rechenweise | In der Finanzbuchhaltung werden alle zahlungswirksamen Aufwendungen und Erträge zur Ermittlung des Unternehmungsergebnisses in der GuV-Rechnung (Gewinn und Verlust) erfasst. | Die Kosten- und Leistungsrechnung ermittelt, welche Leistungen der Betrieb erstellt und welche Kosten diese Leistungserstellung verursacht, wo die Kosten entstanden und welchen Leistungen sie zuzurechnen sind. |